# ادلاو
ادلاو (به آلمانی: Edlau) یک روستا و منطقهٔ مسکونی در آلمان است که در کونرن واقع شده‌است. ادلاو ۴۹۷ نفر جمعیت دارد.